# 宮良殿内

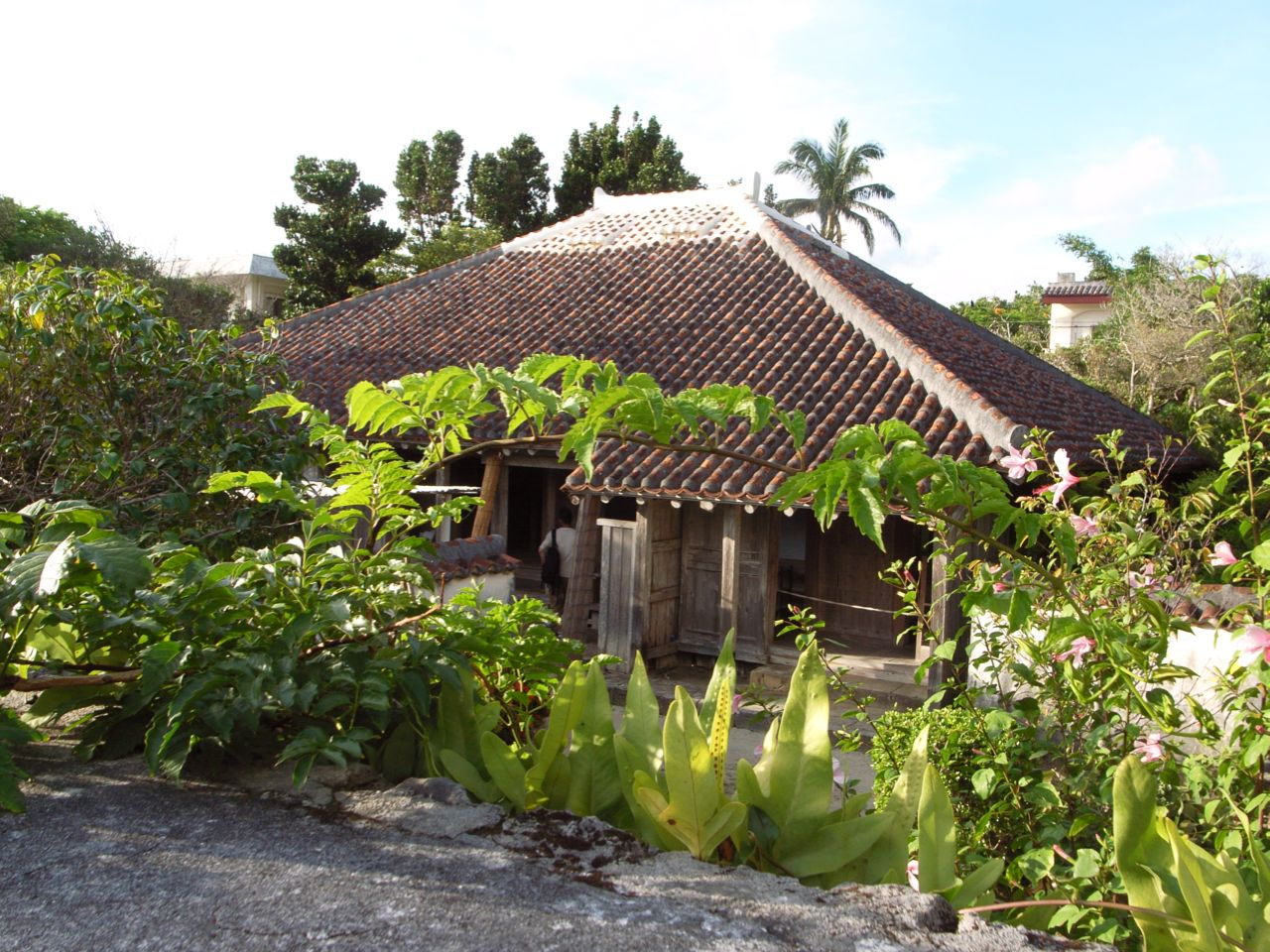
母屋

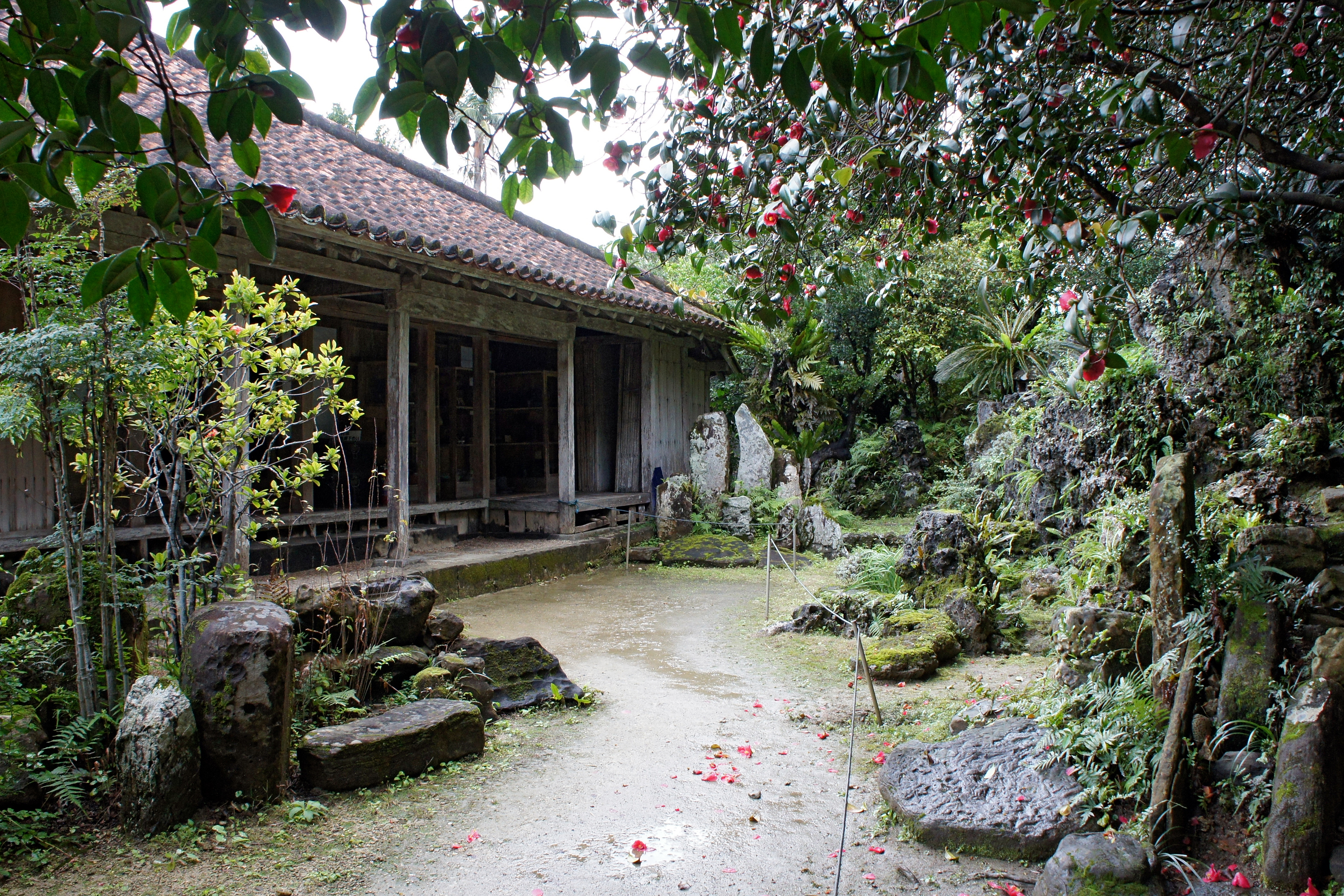
母屋と庭園

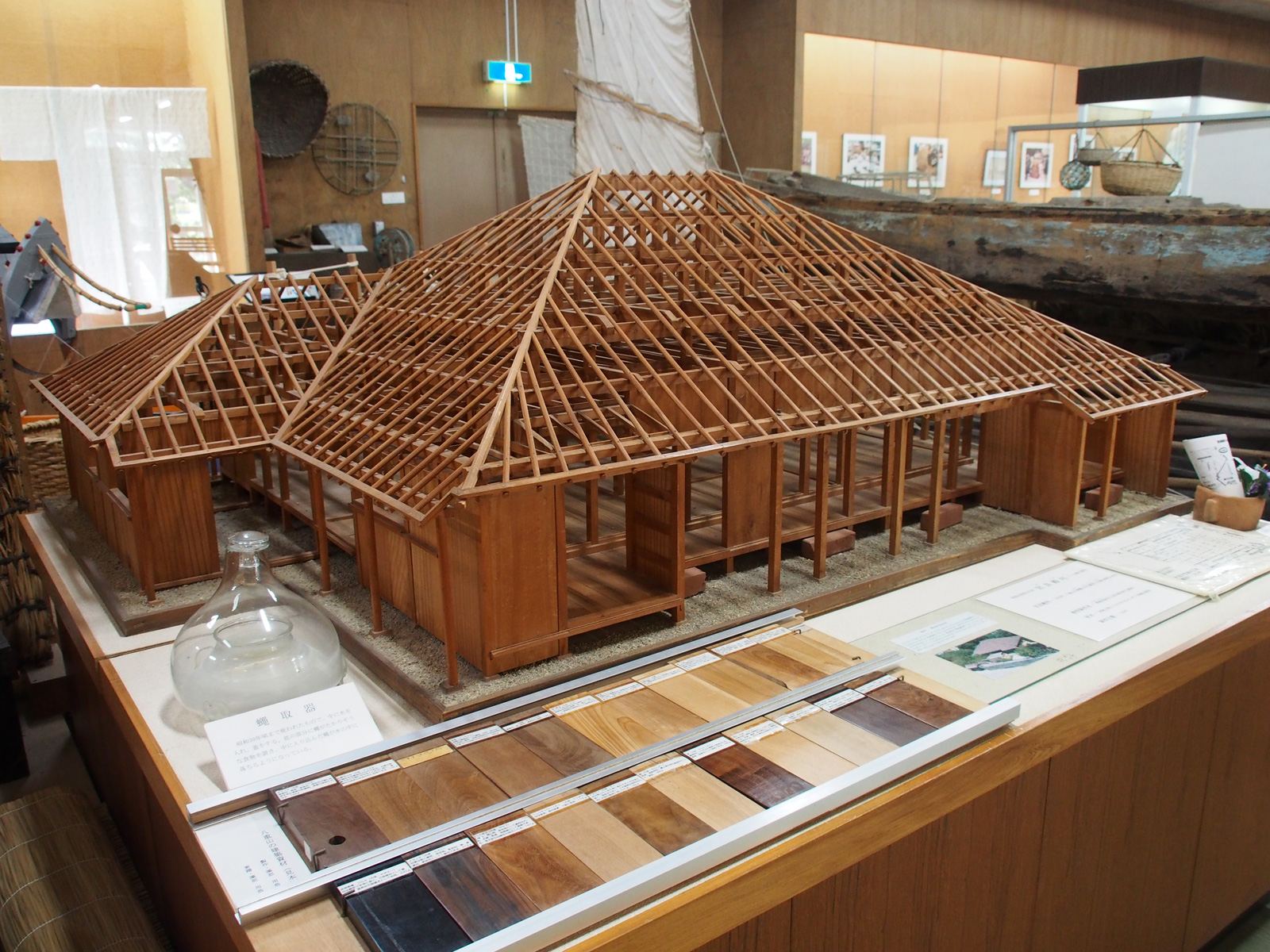
母屋の模型（石垣市立八重山博物館蔵）

宮良殿内（みやらどぅんち、めーらどうぬじい）は沖縄県石垣市にある琉球王国時代の邸宅。メーラヤラドゥヌジィとも呼んだ。建物は国の重要文化財で、庭園は国の名勝に指定されている。石垣港の北400メートルほどに位置し、所在地は沖縄県石垣市大川178番地。

## 歴史
首里王府時代に八重山は、宮良間切、大浜間切、石垣間切の3つの行政区に分かれていた。それぞれの間切の頭職(かしらしょく)の私邸を殿内と称した。頭職とはそれぞれの間切(行政区)の長のことで地元役人の互選を経て首里王府から指名される現在でいうところの市長や町長に相当した。宮良殿内は首里の士族屋敷をまねた建築とされる。宮良家8世の宮良当演が宮良間切の地頭職（八重山頭職）にあった1819年（文政2年）頃に建造された。この建物が文化財に指定された理由は、首里士族層の屋敷構えや建築様式を残しているからである。
琉球王国時代の住宅は階級により厳重な規格があったため、この住宅も八重山の頭職（かしらしょく）には不相応として、5回にわたって建て替えを命じられたが従わず1875年（明治8年）、検使の譴責により茅葺への葺替えが命じられた。1893年（明治26年）には石垣島を訪れた笹森儀助が宿泊し、家屋や庭園は沖縄県下で希である、と記している。1899年（明治32年）には再び瓦葺に戻された。
宮良家に残されていた『万書付集』などの関連する348点の古文書（『宮良殿内文書』）は、琉球大学に寄贈され、現在も「宮良殿内文庫」として附属図書館に保管されており、2025年（令和7年）3月には同文庫は国の重要文化財に指定されることとなった。

## 構造
462坪の屋敷を石垣で囲い、南面には四脚門と、瓦と土を積んだ壁(ヒンプン）がある。琉球建築の民家における典型的な様式のひとつで、門と母屋との間に設けられる「目隠し」をいい、中国語の屏風(ピンプン)に由来するといわれている。「魔除け」という役割もあるが、通りからの目隠しと、南風が屋敷へ抜けていくように設計されているという。ヒンプン中央の中門は、重要な祭事や慶事、凶事の際のみに用いた。
母屋はイヌマキを主材とした木造瓦葺・平屋建で、部屋数は12間。東側から一番座(客間)の正面には、首里の庭師・城間親雲上の作という石灰岩などで構築した、和風の枯山水庭園があり、国の名勝に指定されている。二番座(仏間)には仏壇があり、三番座(客間)、四番座、食堂、台所、物置と部屋割りされている。かつて敷地の南西側には酒造所があり、北側には菜園があり、北西側には豚舎があった。